# Bycanistes albotibialis
Bycanistes albotibialis (лат.) — вид птиц из семейства птиц-носорогов. Подвидов не выделяют.

## Таксономия
Иногда этих птиц считают подвидом Bycanistes cylindricus.

## Распространение
Обитают в Африке на территории Анголы, Бенина, Камеруна, ЦАР, Республики Конго, Демократической Республики Конго, Экваториальной Гвинеи, Габона, Нигерии, Судана и Уганды.

## Описание
Длина тела 60-70 см. Вес самца 1200—1411 г, самки 908—1043 г. У самцов крупный коричневатый гребень и тёмный клюв. У сидящей птицы верхняя половина тела чёрная, низ (часть крыльев, брюшко, зад и хвост) белый. Кожа вокруг глаз светло-желтая, глаза коричневые.
Самки мельче самцов, их тёмно-коричневые с кремовыми кончиками клювы гораздо меньше. Гребни у самок черноватые, кожа вокруг глаз не описана.
Неполовозрелые особи подобны взрослым, но у них более маленькие клювы и нет гребня.

## Биология
Приблизительно 90 % рациона составляют фрукты. Также едят некоторых насекомых, птичьи яйца и птенцов. О размножении информации недостаточно: гнездо располагают на дереве на высоте 20-25 м, размер кладки неизвестен, вместе с взрослыми особями наблюдали одного, реже двух птенцов. Самец кормит самку, сидящую на гнезде.

## Охранный статус
МСОП присвоил виду охранный статус LC.